# آسياب جوب (مقاطعة دهغلان)
آسياب جوب (بالفارسية: آسیاب جوب) هي قرية تقع في قسم حومة دهغلان الريفي (مقاطعة دهغلان) في إيران. يقدر عدد سكانها بـ 121 نسمة .